# Marquis d’Eon, der Spion der Pompadour
Marquis d’Eon, der Spion der Pompadour ist ein deutscher Historien-Stummfilm von Karl Grune aus dem Jahre 1928 mit Liane Haid in der Titelrolle.

## Handlung
Am französischen Königshof zur Zeit Ludwig XV. geht es im 18. Jahrhundert drunter und drüber. Der König gibt sich eher den privaten Freuden als den Staatsgeschäften hin, und die tatsächliche Machthaberin ist Madame Pompadour, die Mätresse des Königs. Stets an ihrer Seite ist der Staatsminister Prinz Conti zu finden, der praktischerweise auch gleich der Geliebte der royalen Kurtisane ist. Die Pompadour hat ein Netz von Verbindungen und Abhängigkeiten entwickelt und sich einen Stamm von Spitzeln und Spionen aufgebaut, um am intrigenreichen Hof stets den Überblick zu behalten, wer welche Absichten hat und wer gerade mit wem paktiert. Mit dem Marquis d’Eon hat sie sich einen neuen, offensichtlich besonders fähigen Geheimagenten zugelegt. Der junge Edelmann ist angeblich nach Paris gekommen, um hier sein Glück zu versuchen. Niemand weiß, dass es sich bei dem Marquis in Wirklichkeit um eine Marquise, eine junge Dame, handelt, die aus Erbschaftsgründen wie ein Junge erzogen worden ist. Bald hat sich die hübsche Französin in einen mutmaßlichen Gegenspieler verliebt, den englischen Gesandten Lord Hatfield.
Prinz Conti entsendet den Marquis d’Eon mit einem Spezialauftrag in das zaristische Russland, das gerade unter der Tyrannei eines wahnsinnigen Zaren leidet: Der Marquis soll nun die Zarin dazu überreden, ihr Heil in der Flucht nach England zu suchen. Hintergrund dieses Planspiels ist der Versuch, Russland an die Seite Frankreichs zu ziehen und eine gemeinsame Gegnerschaft zu England aufzubauen. Die Briten haben jedoch den Braten gerochen und schicken wiederum ihren besten Mann nach Sankt Petersburg, um dieses neue Bündnis unbedingt zu verhindern. Dabei handelt es sich ausgerechnet um d’Eons Liebe, Lord Hatfield. Am Zarenhof kommt es zu einer Palastrevolution, bei der d’Eon zwischen die Fronten gerät und als ausländischer Spion gefangen genommen wird. Es ist ausgerechnet Hatfield, der sie, ohne zu wissen, um wen es sich dabei handelt, rettet. Erst jetzt erkennt er, dass jener ominöser Marquis genau diejenige Frau ist, in die er sich bereits zuvor verliebt hatte.

## Produktionsnotizen
Marquis d’Eon, der Spion der Pompadour entstand im Frühling 1928 in den Emelka-Studios in Geiselgasteig und passierte am 23. August 1928 die Filmzensur. Der Neunakter mit einer Länge von 3120 Metern wurde mit Jugendverbot belegt und am 6. September 1928 im Berliner Capitol uraufgeführt. Das Prädikat „künstlerisch wertvoll“ wurde ausgestellt.
Die Bauten stammen von den Brüdern Willy und Ludwig Reiber, die Kostüme entwarf Werner Boehm.
Will Dohm gab hier mit einer kleinen Nebenrolle mutmaßlich sein Filmdebüt.

## Kritik
Paimann’s Filmlisten resümierte: „In den ersten Akten nähert sich das Sujet den Klippen trockener Biographie, um im weiteren Verlaufe, wo es eine bessere dramaturgische Durcharbeitung aufweist, interessanter, gegen Ende sogar recht packend zu werden. Dies mag vielleicht auch des Regisseurs Verdienst sein (…) Darstellerisch interessiert vor allem die Haid. Sie macht als Mann ebenso wie Frau eine gute Figur, während Kortner den Zaren wirkungsvoll, aber etwas manieriert gestaltet. (…) Gesamtqualifikation: Stark über dem Durchschnitt.“